# Függő beszéd
A függő beszéd a valaki által mondottak közvetítésének egyik eszköze, ellentétben ennek másik eszközével, a független beszéddel. Mindkettőben az a közös, hogy a mondottak forrása, maga a beszélő vagy valaki más, ki van fejezve egy mondat alanyaként főnév vagy névmás alakjában, és e mondatban olyan szó van (leggyakrabban az állítmány), amely jelentése információ közlésével vagy kérésével, illetve felszólítással függ össze. Továbbá az is közös a kétféle beszédben, hogy az, amit közvetítenek, külön mondatban jelenik meg. Példa: János üzeni: „Küldjetek sürgősen tízezer forintot” (független beszéd) vs. János azt üzente, hogy küldjünk neki sürgősen tízezer forintot (függő beszéd).
A kétféle beszéd közötti különbségek elsősorban nyelvtaniak. Miközben a független beszédben a közvetített mondottak idézet alakjában független mondatban jelennek meg, a függő beszédben ezeket mellékmondat vagy, egyes nyelvekben, alárendelt szószerkezet tartalmazza. E mondattani különbség mellett alaktaniak is vannak a személyes és a birtokos névmások, valamint a birtokos determinánsok (a magyar nyelvben a birtokos személyjelek) személyében, valamint az igék személyében, módjában, esetleg (nyelvtől is függően) idejében. A grammatikai különbségekkel együtt megjelenhetnek lexikális különbségek is egyes határozószók, igék vagy más szavak, illetve kifejezések váltásával. Ugyanakkor létezhetnek modalitásbeli különbségek esetleg abban, ahogyan a beszélő viszonyul a közvetített mondottakhoz, azzal szemben, ahogy a forrás viszonyul ezekhez). Ezekhez a különbségekhez prozódiaiak is társulnak, mégpedig a hanglejtést illetően.
Ezen jellegzetességek többsége az ún. kötött függő beszédéi, mely a leggyakoribb. Ezen kívül van ún. szabad függő beszéd is, amely főleg abban különbözik az utóbbitól, hogy az, amit közvetítenek, független mondatban jelenik meg.

## A kötött függő beszéd

### A közvetített mondottak kötődése a forrást tartalmazó mondathoz
Az, ahogyan a közvetített mondottak a forrást tartalmazó mondathoz kötődnek, az adott nyelvtől függ, és attól, hogy milyen típusú mondatban jelennek meg a közvetített mondottak a független beszédben.

#### Függő kijelentésben
A magyarban a függő kijelentést általában a hogy kötőszó vezeti be, olykor tárgyi mellékmondat alakjában: Kati meglátta, hogy a kutya ellopta a kolbászt. A főmondatban gyakran ott van a rá utaló azt mutató névmás, amely a független beszédbeli megfelelőjében is meglehet: Juli azt üzente, hogy megvette a könyvet. Máskor az, amit közvetítenek, határozói mellékmondatban van. Ennek a főmondatában is gyakran van rá utaló mutató vagy személyes névmás:
A papa arra gondolt, hogy ilyen szép napon kimegy sétálni;
Lili nem számított rá, hogy a férje korán hazaérkezik.
Európai indoeurópai nyelvekben is megvan ennek a kötőszónak a megfelelője, de nem használnak a főmondatban a mellékmondatra utaló névmást. Az angol nyelvben a kötőszó that, amely gyakran el is hagyható: Celia told me (that) she's fed up ’Celia azt mondta nekem, hogy elege van’.
A francia nyelvben a hogy megfelelője que, mely nem hagyható el: Paul a dit qu’il était content ’Paul azt mondta, hogy elégedett’. Azonban ebben a nyelvben, ha az összetett mondat két igéjének azonos az alanya, mint ebben a példában, a függő kijelentést főnévi igeneves alaptagú szószerkezet is kifejezheti bizonyos esetekben a választékos nyelvi regiszterben. Ezek szerint az előző példa mondattani szinonimája Paul a dit être content.
A román nyelvben a că tölti be ezt a szerepet. Nem hagyható el, és a szerkezetnek nincs mondattani szinonimája. Példa: I-am spus că am citit anunțul ’Azt mondtam neki, hogy olvastam a hirdetést’.
Hasonló a helyzet a közép-délszláv diarendszer nyelveiben. Ezekben da a kötőszó: (horvátul) Rekao si da znaš nešto engleski ’Azt mondtad, hogy tudsz valamennyire angolul’.

#### Függő kérdésben
A függő kérdést illetően megkülönböztetendő az eldöntendő kérdés a kiegészítendőtől.
A magyarban az eldöntendő függő kérdést ugyancsak a hogy vagy a vajon kötőszó vezetheti be, melyek elhagyhatók, viszont kötelező az -e kérdő partikula a mellékmondat állítmánya vagy ennek segédigéje után: Kérsz kávét? – Nem tudom, (hogy) kérek-e, Hazaért már Juli? vs. Nem tudom, (vajon) hazaért-e Juli.
A fentebb említett más nyelvekben ugynanazt a kötőszót használják, amely a leggyakrabban vezeti be a feltételes mellékmondatot, azaz amely szó szerint a magyar ha kötőszóval fordítható le:
- (angolul) I asked Celia if there was anything wrong ’Megkérdeztem Celiától, hogy van-e valami baj’;[4]
- (franciául) Je me demande s’il m'aime ’Azon tűnődöm, hogy szeret-e’;[9]
- (románul) M-a întrebat dacă vin și eu ’Megkérdezte tőlem, hogy jövök-e én is’.[10]

A közép-délszláv diarendszer nyelveiben van kötelező kérdő partikula a független eldöntendő kérdésben: zar, li, da vagy a kettős da li, melyek jelentése kb. ’vajon’. Ezek közül a függő eldöntendő kérdésben kötelező a li vagy a da li, melyek ebben az esetben kötőszóként működnek : (szerbül) Ima li deterdženta? vagy Da li ima deterdženta? ’Van-e mosószer?’ vs. Pitaću prodavca da li ima deterdženta ’Majd megkérdezem az eladótól, hogy van-e mosószer’, Pitaće se jesi li učinio sve što je trebalo ’Majd megkérdezik, hogy megtettél-e mindent, amit kellett’.
A kiegészítendő függő kérdést úgy a magyarban, mint az itt említett más nyelvekben is az a kérdőszó vezeti be, amellyel a megfelelő független kérdés kezdődik. A magyarban ez elé a hogy is kerülhet:
- (magyarul) Merre menjünk? vs. Megérdeklődöm, (hogy) merre menjünk;[8]
- (angolul) ’What time is it?’ he asked ’Hány óra van? – kérdezte ő’ vs. He asked what time it was ’Megkérdezte, (hogy) hány óra van’;[4]
- (románul) Unde te duci? ’Hová mégy?’ vs. M-a întrebat unde mă duc ’Megkérdezte (tőlem), (hogy) hová megyek’;[10]
- (montenegróiul) – Dokad ti važi pasoš? – Ne znam dokad mi važi pasoš ’– Meddig érvényes az útleveled? – Nem tudom meddig érvényes az útlevelem’.[13]

A franciában leggyakrabban az előbbiekhez hasonló összetett alárendelő mondatszerkezet használatos [pl. Qui m’aime? ’Ki szeret (engem)?’ vs. Je me demande qui m’aime ’Azon tűnődöm, hogy ki szeret (engem)’], de ha egyetlen alany esete áll fenn, a függő kérdést főnévi igeneves szószerkezet fejezi ki: Je ne sais à qui m’adresser ’Nem tudom, kihez forduljak’.
Más különbség a franciában az, hogy két kérdő kifejezés lerövidül a sztenderd nyelvváltozatban: Qu’est-ce qui se passe ? ’Mi történik?’ vs. Dites-moi ce qui se passe ’Mondjátok (meg nekem), mi történik’, Qu’est-ce qu’il faut choisir ? ’Mit kell választani?’ vs. Je demande ce qu’il faut choisir ’Azt kérdem, hogy mit kell választani’.

#### Függő felszólításban
A függő felszólítást arra, hogy mit tegyen vagy ne tegyen valaki vagy valakik, melyek közé a beszélő is, mint a felszólítás forrása tartozhat, a magyarban szintén a hogy vezeti be: Utasítom, hogy szüntesse meg a bejárat akadályozását!, Már ötször mondtam, hogy induljunk végre!
A közép-délszláv diarendszer nyelveiben is használják a hogy-nak a leginkább megfelelő da kötőszót [(horvátul) Rekao sam ti da se ne miješaš ’Megmondtam (neked), hogy ne avatkozz bele!’], de harmadik személyű felszólított esetében egy másik kötőszó is használatos, a neka: Reče mu neka ustane ’Azt mondta neki, hogy álljon fel’.
A románban a függő felszólítást mindig a kötőmód morfémájaként szakosodott să kötőszó vezeti be: Am fost rugat să citesc mai tare ’Arra kértek, hogy olvassak hangosabban’.
A franciában használatos a que kötőszós mellékmondat [Il ordonna qu’on le prenne ’Megparancsolta, hogy vegyék el (azt)’], de nyelvi regisztertől függetlenül gyakoribb a főnévi igeneves szószerkezet, amely alanya nem azonos az őt alárendelő ige alanyával, és amely előtt a de elöljárószó áll: Il ordonna de le prendre.
Az angolban az utóbbi franciával analóg szerkezet használatos, a to partikulával: We told Celia to hurry up ’Azt mondtuk Celiának, hogy siessen’.

### A független beszédről a kötött függő beszédre való váltással járó módosítások
Az egyik beszédtípusról a másikra való váltás nemcsak a fenti mondattani változásokkal jár, hanem a közvetített mondottakat tartalmazó entitásban is történhetnek mondattani változások, valamint alaktaniak, lexikálisok, modalitásbeliek és prozódiaiak is.

#### Grammatikai személyt illető változások
A függő beszédben a grammatikai személyeket a közvetítő szempontja határozza meg:
- Azok a szavak, amelyek a közvetített mondottakban a közvetítőre vonatkoznak, 1. személyben maradnak, vagy erre váltanak:
  - (franciául) Je t’ai dit : « Je te rejoindrai » ’Megmondtam neked: Oda megyek, ahol te leszel’ → Je t’ai dit que je te rejoindrais ’Megmondtam neked, hogy oda megyek, ahol te leszel’;[20]
  - (románul) Mi-a spus: – Stai aici! ’Azt mondta (nekem): Állj ide!’ → Mi-a spus să stau acolo ’Azt mondta (nekem), hogy álljak oda’.[10]
- Azok a szavak, amelyek a közvetített mondottak címzettjére vonatkoznak, 2. személyben maradnak, vagy erre váltanak:
  - (franciául) Je t’ai dit : « Je te rejoindrai » → Je t’ai dit que je te rejoindrais;
  - (horvátul) Rekao si: ”Znam nešto engleski” ’Azt mondtad: Tudok valamennyire angolul’ → Rekao si da znaš nešto engleski” ’Azt mondtad, hogy tudsz valamennyire angolul’.[7]
- Azok a szavak, amelyek nem vonatkoznak sem a közvetítőre, sem a címzettjére, 3. személyben maradnak, vagy erre váltanak:
  - (franciául) Je t’ai dit : « Je le rejoindrai » ’Megmondtam neked: Oda megyek, ahol ő lesz’ → Je t’ai dit que je le rejoindrais ’Megmondtam neked, hogy oda megyek, ahol ő lesz’;[20]
  - (magyarul) Kovács János azt mondja: „Magammal viszem a kalapomat” → Kovács János azt mondja, hogy magával viszi a kalapját.[3]

#### A közvetítő helyzetére utaló változások
A közvetítő helyzete megkövetelhet lexikális változásokat, például a független beszédben használt ige helyettesítését egy másikkal: János mondja: „Juliska, holnap elmegyek hozzád”. Juliska közvetítésével ez így hangzik: János azt mondja, hogy holnap eljön hozzám.
Időpontot jelző szavak is változhatnak: (angolul) She said, ‘I will come tomorrow’ ’Azt mondta: Holnap jövök’ → (Yesterday) she said she would come today ’(Tegnap) azt mondta, hogy ma jön’;
Ugyanaz vonatkozhat helyet jelző szavakra is. Például helyhatározószók cseréjére lehet szükség [(franciául) Il m’a dit en me montrant une vieille table : « Je travaille ici » ’Egy régi asztalra mutatva azt mondta: Itt dolgozom’ → Il m’a dit ... qu’il travaillait là ’… azt mondta, hogy ott dolgozik’], vagy távolra mutató névmásnak kell helyettesítenie közelre mutatót: (románul) Mi-a spus: – Copiază textul acesta! ’Azt mondta: Másold le ezt a szöveget!’ → Mi-a spus să copiez textul acela ’Azt mondta, hogy másoljam le azt a szöveget’;

#### Igemódot és modalitást illető változások
A mellékmondattá vált mondat állítmányának az igemódja is változhat. Egyes esetekben ez nem változtatja meg a mondat modalitását. A felszólító mondat felszólító marad: Mi-a spus: – Citește mai tare! (felszólító mód) ’Azt mondta: Olvass hangosabban!’ → Mi-a spus să citesc mai tare (kötőmód) ’Azt mondta, hogy olvassak hangosabban’.
Más esetekben az igemód megváltoztatása azt jelzi, hogy a beszélő másképpen viszonyul a közvetített mondottakhoz, mint ezek forrása, azaz változik a mondat modalitása. Például, ha a közvetítő kételkedését fejezi ki a forrás őszinteségéről, a románban a feltételes mód vagy a feltételező mód váltja fel a kijelentő módot: Mi-a spus: – Îmi place articolul tău ’Azt mondta: Tetszik (nekem) a cikked’ → Mi-a spus că i-ar plăcea (feltételes mód) / i-ar fi plăcând (feltételező mód) articolul meu. Ugyanez a modalitás kifejezhető lexikális módszerrel is, a főmondat állítmányának megváltoztatásával (A pretins că-i place articolul meu ’Azt állította, hogy tetszik neki a cikkem’) vagy jellegzetes módosítószó beiktatásával, például vorba vine ’úgymond’.

#### Igeidőt érintő változások
Olyan nyelvekben, mint a francia vagy az angol, jelentős változások történnek az igeidők terén a függő beszédben, amikor a főmondat állítmánya az egyik vagy másik múlt időben áll. Nem ez a helyzet viszont a magyarban, a románban vagy a közép-délszláv diarendszer nyelveiben, melyekben a függő mondatoknak nincs kötelező igeidő-egyeztetési rendszere.
A franciában az alábbi változások csaknem mindig kötelezőek:
- kijelentő mód jelen időről kijelentő mód folyamatos múlt időre: Il déclara : « Je te vois » ’Kijelentette: Látlak’ → Il déclara qu’il le voyait ’Azt jelentette ki, hogy látja őt’;
- kijelentő mód összetett múlt időről kijelentő mód régmúlt időre: Il déclara : « Je t’ai vu » ’Kijelentette: Láttalak’ → Il déclara qu’il l’avait vu ’Azt jelentette ki, hogy látta őt’;
- kijelentő mód egyszerű jövő időről feltételes mód jelen időre, amelynek ebben az esetben nincs meg az eredeti funkciója: Il déclara : « Je te verrai » ’Kijelentette: Látni foglak’ → Il déclara qu’il le verrait ’Azt jelentette ki, hogy látni fogja’.

Az angolban hasonló változások történnek általában akkor, amikor a beszélő tárgyilagosan közvetít, anélkül hogy azt akarná sugallni, hogy az információ szükségszerűen igaz, vagy amikor az információ nem igaz, illetve nem aktuális:
1. egyszerű jelen időről egyszerű múlt időre: Kay said ‘I feel ill’ ’Kay azt mondta: Betegnek érzem magam’ → Kay said she felt ill ’Kay azt mondta, hogy betegnek érzi magát’;
2. egyszerű múlt időről régmúlt időre: He told us ‘I bought the shirt’ ’Azt mondta (nekünk): Megvettem az inget’ → He told us he had bought the shirt ’Azt mondta (nekünk), hogy megvette az inget’;
3. egyszerű jövő időről múltbéli jövő időre, azaz az egyszerű jövő segédigéjének a jelen idejéről annak feltételes mód jelen idejére: I told them ‘You will get wet’ ’Megmondtam nekik: Meg fogtok ázni’ → I told them they would get wet ’Megmondtam nekik, hogy meg fognak ázni’.

Az 1. és a 2. ponttal jelölt változások érvényesek a jelen és a múlt idő összetett alakjainak első elemére is: ‘We are losing’ ’Veszítésben vagyunk’ → We thought we were losing ’Azt hittük, hogy veszítésben vagyunk’, ‘Ann has been crying’ ’Ann sírt’ → Who said Ann had been crying? ’Ki mondta, hogy Ann sírt?’

#### Mondattani változások az egyszerű mondat szintjén
Az egyik ilyen változás a főnevet vagy a névmás státuszát érinti. Amikor ez a független beszédben mondattani funkció nélküli, a megfelelő függő mondatban funkciót kap. Példák:
(franciául) J’ai dit : « Jean, je suis fatigué » ’Azt mondtam: Jean, fáradt vagyok’ → J’ai dit à Jean que j’étais fatigué ’Azt mondtam Jean-nak, hogy fáradt vagyok’;
(románul) Am strigat: – Andrei, fii atent! ’Odakiáltottam: Andrei, vigyázz! → I-am strigat lui Andrei să fie atent ’Odakiáltottam Andrei-nak, hogy vigyázzon.
Másféle változások a szórendre vonatkoznak. Például a magyarban megváltozik az igekötő helye a függő tiltásban: Ne gyújts rá a szobában! → Nem engedem, hogy rágyújts a szobában!
Az angol függő kérdésben megváltozik az alany helye az egyszerű alakú állítmányéhoz vagy az összetett alakú állítmány segédigéjéhez viszonyítva, ugyanis a független kérdésben az alany az ige után van, a függőben pedig előtte: Who have you invited? ’Kit hívtatok meg?’ vs. Peter is wondering who we have invited ’Peter azon tűnődik, hogy kit hívtunk meg’.
A franciában is ez történik, de csak az egyik típusú kérdő szerkezetben, és csak az alanyi funkciójú hangsúlytalan személyes névmás esetében. A függő kérdésben ez mindig az ige előtt áll, miközben a függetlenben állhat az ige után is: Vous partez ? / Est-ce que vous partez ? / Partez-vous ? ’Ön elmegy?’ → Je vous demande si vous partez ’Azt kérdezem Öntől, hogy elmegy-e’.

#### Egyéb változások
A függő beszédben nem maradnak meg a megfelelő független beszédű szerkezetben használt egyes érzelmeket kifejező elemek, főleg indulatszók: (románul) Striga mereu: – Au, ce mă doare! ’Egyfolytában azt kiáltotta: Jaj, de fáj!’ → Striga mereu că o doare rău ’Egyfolytában azt kiáltotta, hogy nagyon fáj neki’.
Egy másik esete nyelvi elem elhagyásának a franciában található. Ennek sztenderd nyelvváltozatában köteles elhagnyi a független kérdésben használható est-ce que kérdő kifejezést, mely nagyjából a vajon-nak felel meg: Quand est-ce que tu pars ? ’Mikor utazol el?’ vs. Je te demande quand tu pars ’Azt kérdezem (tőled), hogy mikor utazol el’.
A független kérdő mondat jellegzetes hanglejtése és a felkiáltó mondaté sem maradnak meg a függő beszédben, hanem a kijelentő mondatra jellemző hanglejtésbe mennek át.

### A szabad függő beszéd
Ennek a függő beszéd típusnak vannak a független beszéddel is, és a kötött függő beszéddel is közös vonásai. A független beszéddel közös az, hogy: a közvetített mondottak nem függnek grammatikailag egy bizonyos szótól, amely akár hiányozhat is; azt a mondatot, amely magába foglalja őket, nem vezeti be kötőszó; e mondatnak ugyanaz a hanglejtése, és megtartja ugyanazokat az esetleges érzelmet kifejező elemeket, mintha független beszédben lenne. Viszont a szabad függő beszéd hasonlít a kötöttre a személyi, igeidői, olykor igemódbeli változások tekintetében. Az ilyen függő beszéd gyakori a szépirodalomban, a belső monológok leírásában: (románul) S-a frământat toată noaptea. Procedase oare bine? Intervenția lui a fost destul de convingătoare? Îi părea rău că n-a discutat cu nimeni ’Egész éjjel törte magát. Vajon jól cselekedett-e? Vajon a felszólalása elég meggyőző volt-e? Sajnálta, hogy senkivel sem beszélte meg a dolgot’. A szabad függő beszéd előfordul a bizalmas nyelvi regiszterben is: (románul) M-a întrebat: mă simt în stare? ’Megkérdezte: képesnek érzem-e magam rá?’
Olykor írók társítják a kötött függő beszédet (a következő példa első mondata) a szabaddal (az ezt követő független mondat): (franciául) Ils parlaient de ce qu’ils feraient plus tard, quand ils seraient sortis du collège. D’abord, ils entreprendraient un grand voyage […] ’Arról beszéltek, hogy mit fognak tenni később, miután elvégzik az iskolát. Először is nagyot fognak utazni […]’ (Gustave Flaubert).